# ایسکرا (استان پلوودیو)
ایسکرا (به بلغاری: Iskra) یک منطقهٔ مسکونی در بلغارستان است که در Parvomay Municipality واقع شده‌است.
 ایسکرا ۶۳٬۹۲۹ کیلومتر مربع مساحت و ۱٬۴۸۱ نفر جمعیت دارد و ۲۹۹ متر بالاتر از سطح دریا واقع شده‌است.